# Patrick van Diemen
Patrick van Diemen (Woerden, 12 juni 1972) is een Nederlands voormalig voetballer die als middenvelder speelde.

## Loopbaan
Van Diemen begon bij de jeugd van Argon te voetballen en later voor de jeugd van FC Utrecht. In 1990 maakte hij zijn debuut in het A-elftal van Utrecht en de Eredivisie.
Na drie en half seizoen Utrecht trok Van Diemen op huurbasis naar AZ maar in 1994 belandde hij voor twee seizoenen bij N.E.C..
In 1996 trok de middenvelder voor de eerste keer naar RKC Waalwijk. Daar werd hij een vaste waarde op het middenveld en scoorde hij ook af en toe. Het leverde hem in 1998 een transfer op naar RSC Anderlecht, waar op dat moment de Nederlander Arie Haan trainer was. De verdedigende middenvelder werd er een vaste waarde op het middenveld en werd in 2000 en 2001 landskampioen met RSC Anderlecht.
Aan het begin van het nieuwe seizoen in 2001 ging Van Diemen terug naar RKC Waalwijk, waarna hij zijn carrière afsloot bij VV Baronie.
Daarna ging hij bij de VVCS werken en behaalde daar zijn licentie voor voetbalmakelaar.

## Clubstatistieken
| Seizoen | Club           | Duels | Goals | Competitie           |
| ------- | -------------- | ----- | ----- | -------------------- |
| 1990/91 | FC Utrecht     | 10    | 0     | Eredivisie           |
| 1991/92 | FC Utrecht     | 2     | 0     | Eredivisie           |
| 1992/93 | FC Utrecht     | 16    | 1     | Eredivisie           |
| 1993/94 | FC Utrecht     | 7     | 0     | Eredivisie           |
| 1993/94 | AZ (huur)      | 21    | 5     | Eerste divisie       |
| 1994/95 | N.E.C.         | 34    | 5     | Eredivisie           |
| 1995/96 | N.E.C.         | 33    | 2     | Eredivisie           |
| 1996/97 | RKC Waalwijk   | 32    | 3     | Eredivisie           |
| 1997/98 | RKC Waalwijk   | 27    | 8     | Eredivisie           |
| 1998/99 | RSC Anderlecht | 32    | 5     | Eerste Klasse België |
| 1999/00 | RSC Anderlecht | 32    | 4     | Eerste Klasse België |
| 2000/01 | RSC Anderlecht | 18    | 2     | Eerste Klasse België |
| 2001/02 | RKC Waalwijk   | 32    | 2     | Eredivisie           |
| 2002/03 | RKC Waalwijk   | 33    | 4     | Eredivisie           |
| 2003/04 | RKC Waalwijk   | 34    | 1     | Eredivisie           |
| 2004/05 | RKC Waalwijk   | 32    | 0     | Eredivisie           |
| 2005/06 | RKC Waalwijk   | 26    | 0     | Eredivisie           |
| 2006/07 | RKC Waalwijk   | 26    | 1     | Eredivisie           |
| 2007/08 | RKC Waalwijk   | 9     | 0     | Eerste Divisie       |
| 2008/09 | VV Baronie     |       |       | Zondag Hoofdklasse B |
| 2009/10 | VV Baronie     |       |       | Zondag Hoofdklasse B |
| Totaal  | Totaal         | 456   | 43    |                      |

## Erelijst
Anderlecht
Eerste klasse: 2000, 2001
Belgische Supercup: 2000
Ligabeker: 2000